# Rachel Carsonová
Rachel Louise Carsonová (27. května 1907 poblíž Springdale, Pensylvánie – 14. dubna 1964 Silver Spring, Maryland) byla americká zooložka a mořská bioložka.
Patří k významným vědeckým osobnostem 20. století – její kniha Silent Spring („Tiché jaro“) bývá označována za podnět ke zrození environmentálního hnutí ve Spojených státech amerických. Měla vliv na americkou politiku a společnost, neboť způsobila změnu národní pesticidové politiky a vedla také ke zřízení federální vládní agentury pro ochranu životního prostředí (US EPA).

## Vzdělání

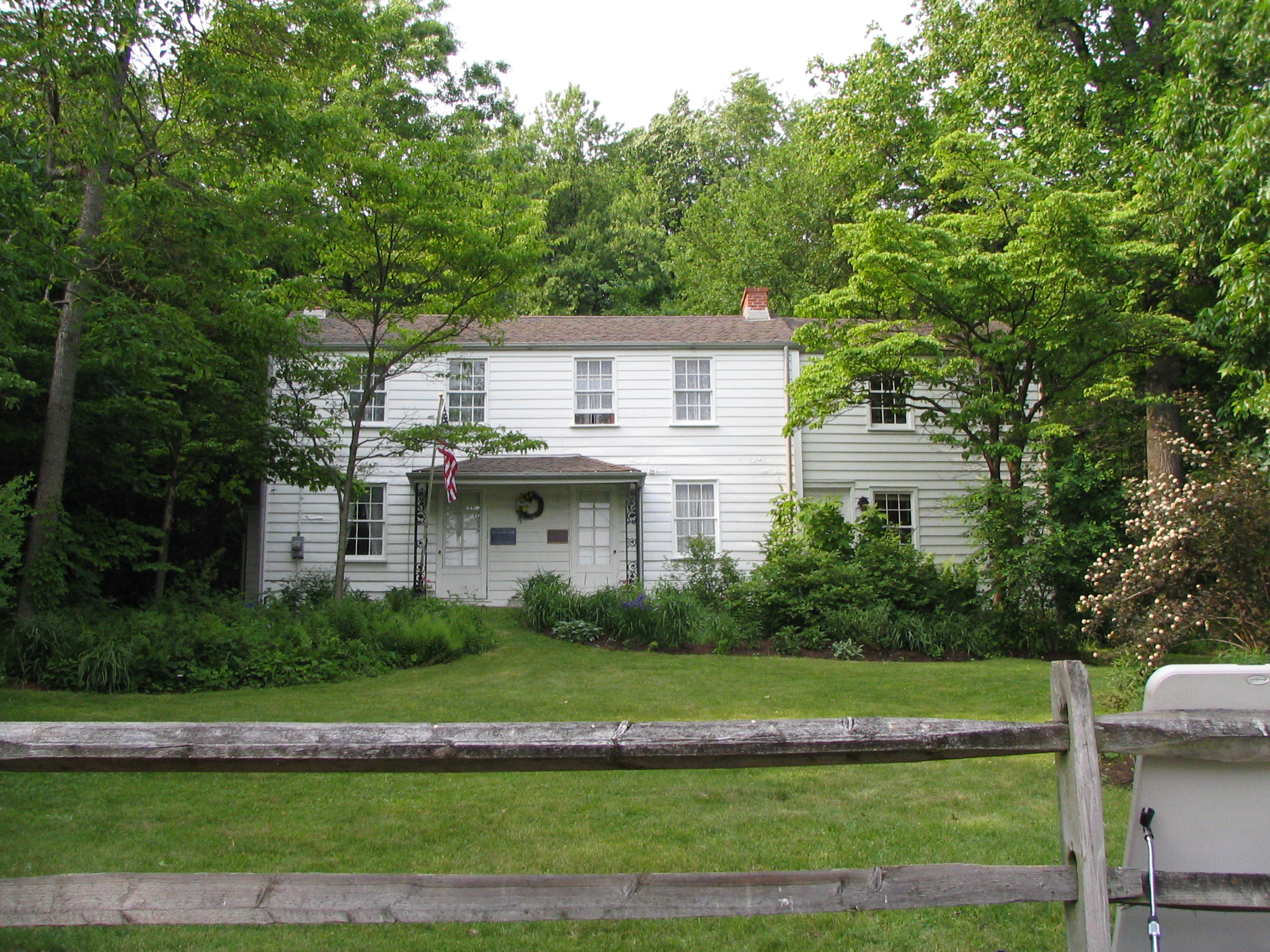
Rodný statek, dnes chráněný jako památka (Rachel Carson Homestead)

Narodila se 27. května 1907 na malé rodinné farmě nedaleko Springdale v Pensylvánii. Měla nadání na psaní a velmi blízky vztah ke zvířatům a ochraně okolní přírody. Původně studovala angličtinu na Pensylvánské vysoké škole pro ženy, dnešní Chatham University, ale později přestoupila na biologii. Již v roce 1928 chtěla přestoupit na Univerzitu Johnse Hopkinse, ale kvůli finančním problémům byla nucena zůstat na Pensylvánské vysoké škole, kterou dokončila v roce 1929. Po letním kurzu v Marine Biological Laboratory se jí od podzimu 1929 podařilo pokračovat ve studiu biologie a genetiky na Univerzitě Johna Hopkinse v Baltimore, kde v roce 1932 získala titul magistra v oboru zoologie.
Kromě této univerzity studovala také na Marylandské univerzitě a několik roků pokračovala ve studiu, zejména v Diere Woods v Massachusetts. Její finanční situace, která nebyla nikdy dobrá, se ještě zhoršila v roce 1932, když zemřel její otec. Musela zanechat studia a veškerý svůj čas věnovala péči o matku.

## Kariéra
Přijala práci na částečný úvazek u amerického výboru pro rybolov (United States Fish and Wildlife Service) jako vědecká spisovatelka, která pracovala na textech pro rozhlas, kde musela překonat radikální odpor zaměstnat v této pozici ženu. Porazila však ostatní uchazeče a v roce 1936 se stala teprve druhou ženou, která byla výborem přijatá na plný úvazek pro tuto pozici bioložky. Pracovala na všem od kuchařských knih až po vědecké časopisy, známa byla svým lpěním na vysokých standardech svého psaní. V roce 1937 se její článek dostal do časopisu The Atlantic Monthly, kde byl k jejímu překvapení přijat a publikován. Ve stejném roce byla také nucena převzít zodpovědnost za své dvě neteře, neboť ve svých 40 letech předčasně zemřela její starší sestra.
V roce 1941 vydala svojí první knihu Under the Sea Wind („Pod mořským vánkem“), která získala vynikající recenze, ale neměla komerční úspěch. Kniha měla smůlu, že byla vydaná pouhý měsíc před útokem Japonska na Pearl Harbor, který vtáhl Spojené státy americké do 2. světové války. Začala pracovat na druhé knize, pro kterou však nemohla najít vydavatele, tak vyšla nejdřív jako seriál ve známém časopise The New Yorker, než jí vydala Oxfordská univerzitní tiskárna pod názvem Moře okolo nás. Stala se bestsellerem a v žebříčku novinek New Yorkeru se udržela 86 týdnů, vyhrála národní knižní cenu a pomohla ji získat dva čestné doktoráty.
S úspěchem se dostavilo i finanční zabezpečení. Proto v roce 1952 zanechala práce a soustředila se jen na další psaní. Knihou Okraj moře, která vyšla v roce 1955, dokončila trilogii věnovanou moři. Ta se stala dalším bestsellerem, získala nové ocenění, byla zfilmovaná a dostala dokonce Oscara v kategorii dokumentárních filmů. Od filmu se ale distancovala, protože se ji nelíbilo pokřivení faktů a strhující styl, jakým byl film natočen. V průběhu let 1956 a 1957 pracovala na řadě projektů, zahrnujících články pro populárně-naučné časopisy a televizní scénáře.
Jedna z neteří, o kterou se starala, zemřela ve věku 36 let a zanechala po sobě pětiletého syna, o kterého se rozhodla pečovat, kromě toho měla v péči i téměř devadesátiletou matku. Koupila nemovitost na venkově, aby uspokojila narůstající požadavky na bydlení. Toto místo se posléze stalo hlavním faktorem při výběru dalších jejich témat.

## Silent Springa DDT

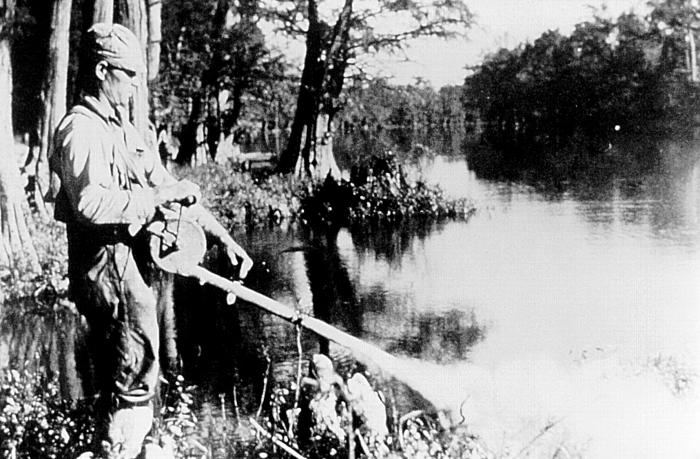
Rozprašování insekticidu DDT v americkém mokřadu (1958)

Ve 40. letech 20. století byla stále více znepokojená zneužíváním nově objevených pesticidů, obzvláště DDT. Uvedla, že čím víc se o pesticidech dozvěděla, tím byla více zděšená. To rozhodlo, že napsala svou nejslavnější knihu Silent Spring. Napsání této knihy odstartoval dopis její přítelkyně Olgy Owens-Huckinsové, jež napsala jedněm novinám v Bostonu a jehož kopii poslala i Carsonové. Huckinsová v něm podrobně popisovala zničující důsledky rozprašování DDT na ptačí rezervaci v Massachusetts. Audubonova přírodovědecká společnost Carsonovou posléze požádala o provedení výzkumu škodlivosti pesticidů a o jeho publikování; časopis The New Yorker pak opět nabídl, že bude závěry výzkumu publikovat na pokračování. Když ale Carsonové během 4leté práce narůstal materiál pod rukama, rozhodla se nakonec pro vydání knihy, jež by přístupným, srozumitelným způsobem seznámila s problémem i širokou veřejnost.
V postavení známého vědce byla schopná spolupracovat s prominentními biology, lékaři, patology a entomology; dostala se i k utajovaným vládním výzkumům. Kniha „Tiché jaro“ se stala detailní kronikou vztahu mezi přílišným používáním pesticidů jako dieldrin, toxafen, heptachlor a DDT, a masovými úhyny divokých zvířat. Její psaní bylo lyrické, evokující a přesné. Částečně se o to zasloužil i fakt, že v době psaní knihy jí diagnostikovali rakovinu prsu a „Tiché jaro“ bylo jejím posledním velkým dílem.
Ještě předtím, než byla kniha v roce 1962 vydána, vyvolala násilný odpor. Byla vystavena hrozbám soudů a výsměchu, včetně nařčení, že jako úzkostlivý vědec a hysterická žena v jedné osobě není kvalifikována psát takovou knihu. Protiútok byl organizovaný téměř celým chemickým průmyslem s podporou zemědělců. Chemické společnosti a jiní kritici napadli jak knihu, tak autorku. Recenze od lidí, kteří neměli finanční zájem na celé věci, však byly pozitivní, a kniha se stala prodejním hitem ve Spojených státech amerických i v zámoří. Autorka dostávala mnoho pozvánek k přenáškám o této problematice, které pro časovou tíseň nemohla přijmout. Její boj s rakovinou ji stál mnoho sil, které ji chyběly v jejím boji proti pesticidům. I když její kniha nebyla schopná zastavit výrobu pesticidů, rozhodně alespoň zvýšila zájem veřejnosti o problémy způsobené chemickým průmyslem a o ochranu životního prostředí.

## Změny v legislativě

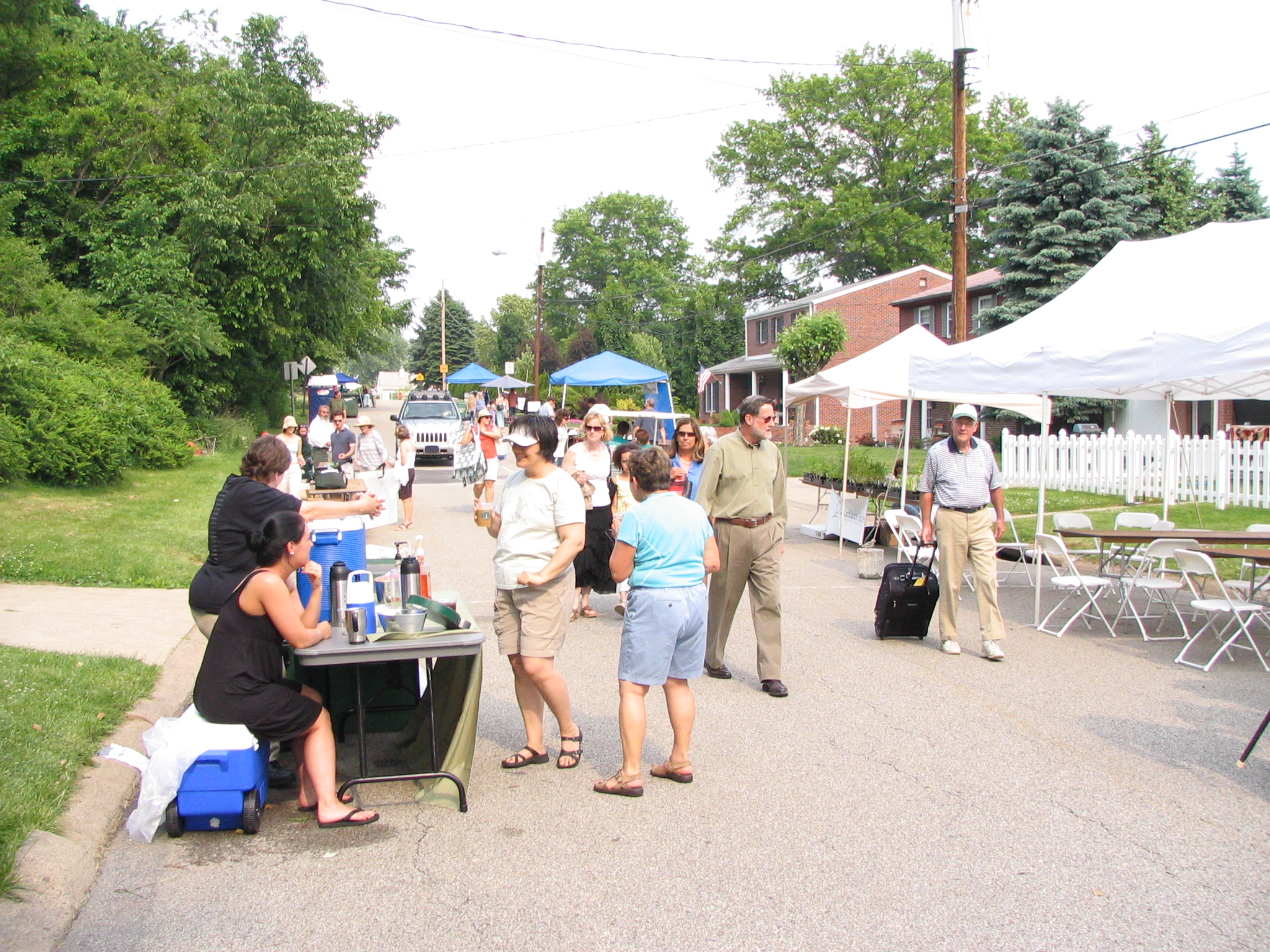
Oslava 100. výročí narození Carsonové ve Springdale

Použití pesticidů se stalo hlavní veřejnou záležitostí, což ji pomohlo v dubnu 1963 vystoupit ve speciálním programu televize CBS, kde se zúčastnila diskuze s mluvčím chemické společnosti. I když byla v té době vážně nemocná, její přístup zdravého rozumu byl přesvědčivý. Později v témže roce byla zvolená do Americké akademie umění a věd a obdržela mnohá ocenění, včetně Audobonovy medaile a medaile Cullenovy americké geografické společnosti.
Daleko větší význam pro ni ale měla odezva americké vlády, která si objednala úplný přehled politiky pesticidů. V jednom ze svých posledních veřejných vystoupení svědčila před senátním vyšetřovacím výborem. Zákaz DDT v roce 1972 ve Spojených státech amerických byl nepřímým výsledkem její práce. Její kniha Tiché jaro zůstala důležitou živou klasikou až do dnešních dnů.
Dne 14. dubna 1964 podlehla rakovině ve věku 56 let. V roce 1980 jí byla posmrtně udělena prezidentská medaile svobody (Presidential Medal of Freedom), nejvyšší civilní ocenění ve Spojených státech amerických.
Velkým zadostiučiněním pro její dědictví bylo 23. května 2001 podepsání úmluvy o eliminaci nejnebezpečnějších persistentních organických látek (POPs) včetně pesticidů, na jejichž rizika spisovatelka upozornila, ve Stockholmu.

## Dílo
- 1941 – Pod mořským vánkem (Under the Sea Wind)
- 1951 – Moře okolo nás (The Sea Around Us)
- 1955 – Okraj moře (The Edge of the Sea)
- 1962 – Tiché jaro (Silent Spring)
- 1965 – Smysl zázraku (The Sense of Wonder)